# Rio Preto da Eva
Rio Preto da Eva là một đô thị thuộc bang Amazonas, Brasil. Đô thị này có diện tích 5813,2 km², dân số năm 2007 là 22629 người, mật độ 3,89 người/km².